# Закон о правима Мајке природе
Закон о правима Мајке природе (шп. Ley de Derechos de la Madre Tierra) је боливијски закон (Закон 071), који је усвојила Народна законодавна скупштина Боливије у децембру 2010. године. Овај закон из десет члана је произишао из првог дела дужег предлога закона, који је саставио и објавио пакт јединства до новембра 2010. године.
Закон дефинише Мајку природу као ,,колективни предмет од јавног интереса", и проглашава Мајку природу и животне системе (који комбинују људске заједнице и екосистеме) као носиоце својствених права наведених у закону.
Ревидирана верзија закона је усвојена као Oквирни закон Мајке природе и интегрални развој за добро живљење (шп. La Ley Marco de la Madre Tierra y Desarrollo Integral para Vivir Bien; Закон 300) 15. октобра 2012.

## Увођење права Мајке природе
Закон дефинише Мајку природу као ,,динамички животни систем који је формирала недељива заједница свих животних система и живих бића која су међусобно повезана, међузависна и комплементарна, а који деле заједничку судбину", додајући да се Мајка природа сматра светом у светоназору аутохтоног народа.
У овом становишту, људска бића и њихове заједнице се сматрају делом матичне земље, интегришући се у системе живота дефинисане као ,,сложене и динамичне заједнице биљака, животиња, микроорганизама и других бића из њихове околине, у којем људске заједнице и остатак природе делују као функционална целина, под утицајем климатских, физиографских и геолошких фактора, као и производне праксе и културне разноликости Боливијца оба пола, и погледа на свет аутохтоног народа, међукултурне заједнице и афро-боливијца. Ова дефиниција може се посматрати као инклузивнија дефиниција екосистема јер изричито укључује социјалне, културне и економске димензије људских заједница.
Закон, такође, утврђује правни карактер Мајке природе као ,,колективног предмета од јавног интереса", како би се осигурало остваривање и заштита њених права. Давањем правне личности Мајци природи она може путем својих представника (људи) покренути поступак за одбрану својих права. Поред тога, рећи да је Мајка природа од јавног интереса представља велики помак са антропоцентричне перспективе на перспективу заснованој на већој земаљској заједници.

## Израда и законодавни поступак
Пакт јединства (који окупља највеће боливијске организације аутохтоног народа и организације сељака) саставио је дугу верзију закона између Светске народне конференције о климатским променама и правима Мајке природе у априлу и октобру 2010. године, када су коначну верзију завршили и удружили напоре са комисијом вишенационалне законодавне скупштине, боливијским потпредседником животне средине и правним тимом за уставни развој из кабинета потпредседника. Касније је основана кратка верзија са десет тачака са тадашњим сенатором и његовим замеником који ће Законодавна скупштина усвојити у децембру 2010. Кратку верзију представио је председник Ево Моралес на конференцији Уједињених нација о климатским променама 2010. године.
Очекивало се да ће oквирни закон разматрати cкупштина 2011. године, али није. У фебруару 2012. године, сенатор Еугенио Ројас, који предводи делегацију владајуће странке, описује закон као један од шест приоритета за ранo усвајање у 2012. години. Донет је у октобру 2012. године.

## Прецедент
Закон о правима Мајке природе се сматра првим народним законом о животној средини, осим уставне одредбе Еквадора из 2008. године, која признаје права физичког субјекта. Такође, може омогућити грађанима да туже појединце и групе као део „Мајке  природе“, као одговор на стварна и наводна кршења његовог интегритета. За сада, међутим, чини се да је утицај овог закона ограничен.